# شرم عشقی

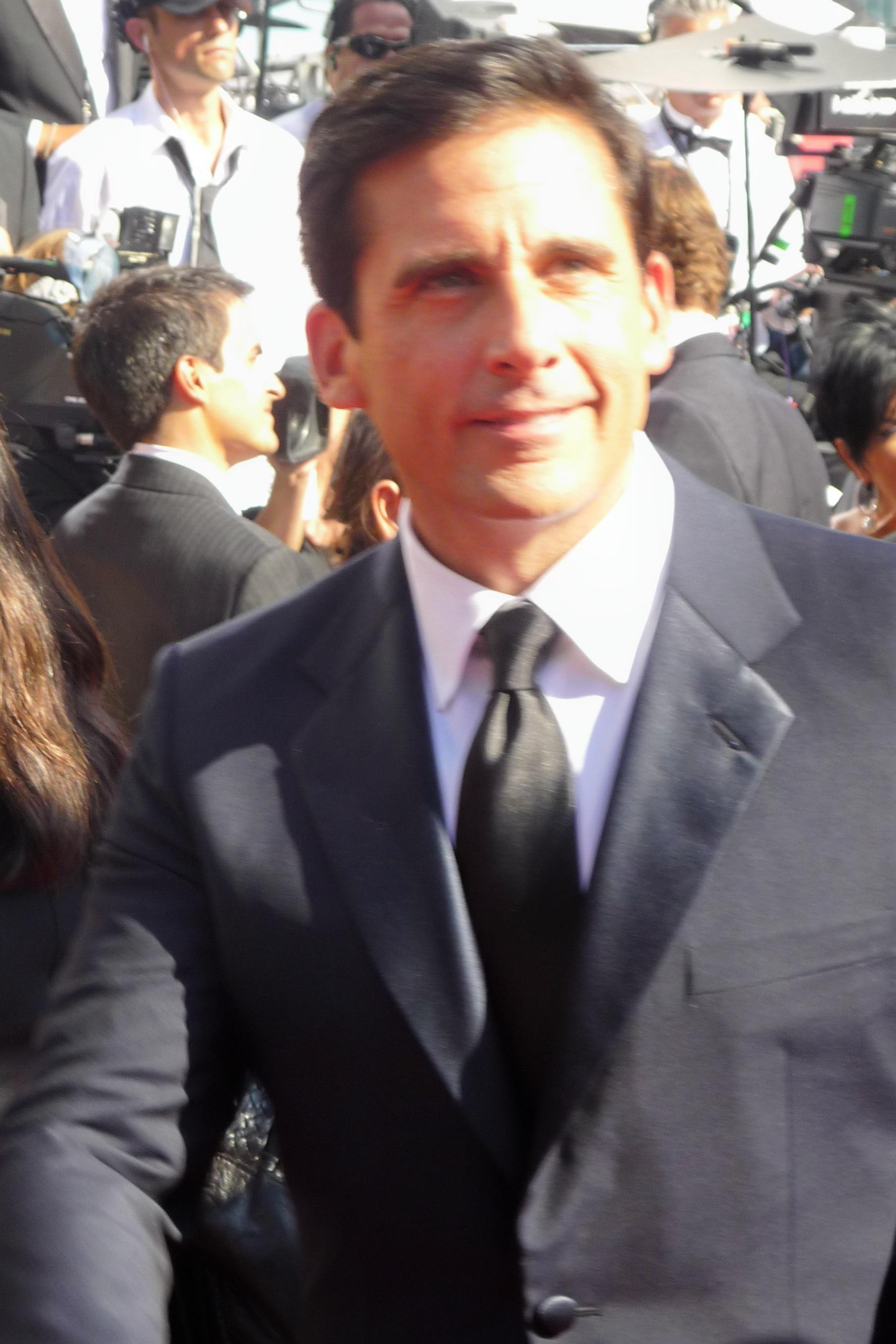
استیو کارل که در فیلم چهل ساله باکره نقش یک مرد میانسال دچار شرم عشقی (کمرویی دوست داشتن) را بازی می‌کند.

شرم عشقی (به انگلیسی: Love shyness)، یک نوع خاص از کمرویی شدید و مزمن است که مانع روابط صمیمی می‌باشد، این درجه از کم‌رویی به‌اندازه‌ای است که باعث مهار درونی شخص در برابر ایجاد آشنایی و سکوت در برابر شرکای بالقوه می‌شود، که این امر به‌شدت مانع از شرکت شخص در اظهار عشق و ازدواج است.
بنابر تعریف، مردمان دچار شرم عشقی نمی‌توانند در موقعیت‌های غیررسمی نظیر موقعیت‌هایی دارای پتانسیل ایجاد روابط رمانتیک یا در برابر موقعیت‌های دارای پتانسیل رابطه جنسی نقشی قاطعانه داشته باشند. به عنوان مثال، یک مرد نرمال و دگرجنس‌گرای دارای شرم‌عشقی، آغاز گفتگو با زنان برایش مشکل است، چراکه از احساسات قوی اضطراب اجتماعی رنج می‌برد.

## دیدگاه‌های مختلف دربارۀ شرم عشقی
بسیاری از روانشناسان بر این باورند که عشق‌گریزی می‌تواند بدون وجود ترس‌های دیگر یا اختلالات اضطرابی، مانند ترس یا اضطراب اجتماعی نیز رخ دهد و می‌توان آن را تنها در مورد مسائل مربوط به شروع ایجاد رابطهٔ صمیمی و خودمانی دانست و به دیگر روابط اجتماعی ربطی نداد.

## جستارهای وابسته

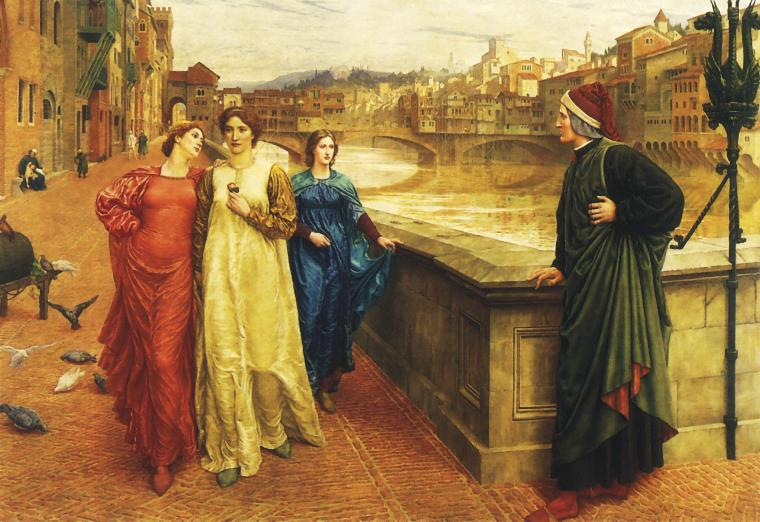
دانته از دور به بئاتریس پورتیناری (بانوی در لباس زرد) نگاه می‌کند، در حالی که او همراه‌با بانو وانا (بانوی سرخ‌پوش) از مقابل آمده و از کنار او می‌گذرد. تصویری از نقاشی دانته و بئاتریس، اثر هنری هالیدی